# Hôpital européen Georges-Pompidou
Hôpital européen Georges-Pompidou – szpital publiczny w 15. dzielnicy Paryża. Został zbudowany w XXI wieku.
Jest znany jako jeden z wiodących szpitali chorób serca na świecie. W 2013 roku Alain Carpentier opracował pierwsze w 100% sztuczne serce przy użyciu biomateriałów i czujników elektronicznych, które zostało pomyślnie wszczepione przez zespół szpitalny 18 grudnia 2013 r.